# Typhonia ciliaris
Typhonia ciliaris is een vlinder uit de familie zakjesdragers (Psychidae). De wetenschappelijke naam van deze soort is voor het eerst geldig gepubliceerd in 1810 door Ochsenheimer.
De soort komt voor in Europa.